# Little Parndon
Little Parndon är en ort i distriktet Harlow, i grevskapet Essex, i England. Orten är belägen 9 km från Epping. Little Parndon var en civil parish fram till 1949 när blev den en del av Netteswell. Civil parish hade 128 invånare år 1931.